# Metochia

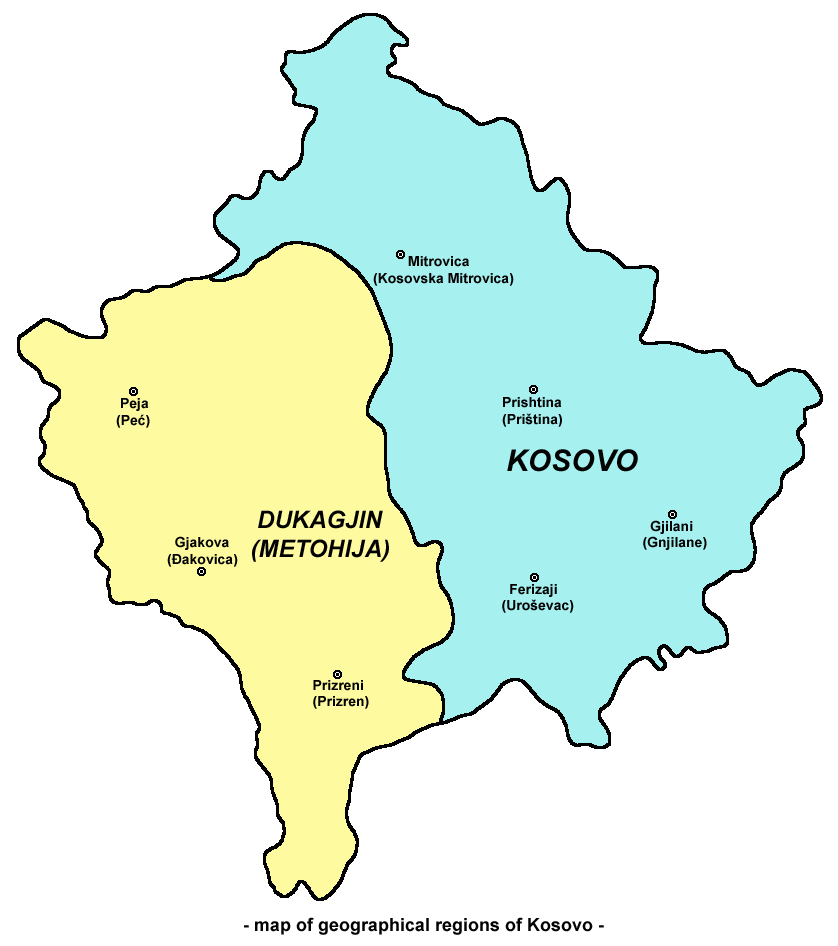
Mappa della Metochia nel Kosovo. Sono mostrate le città principali.

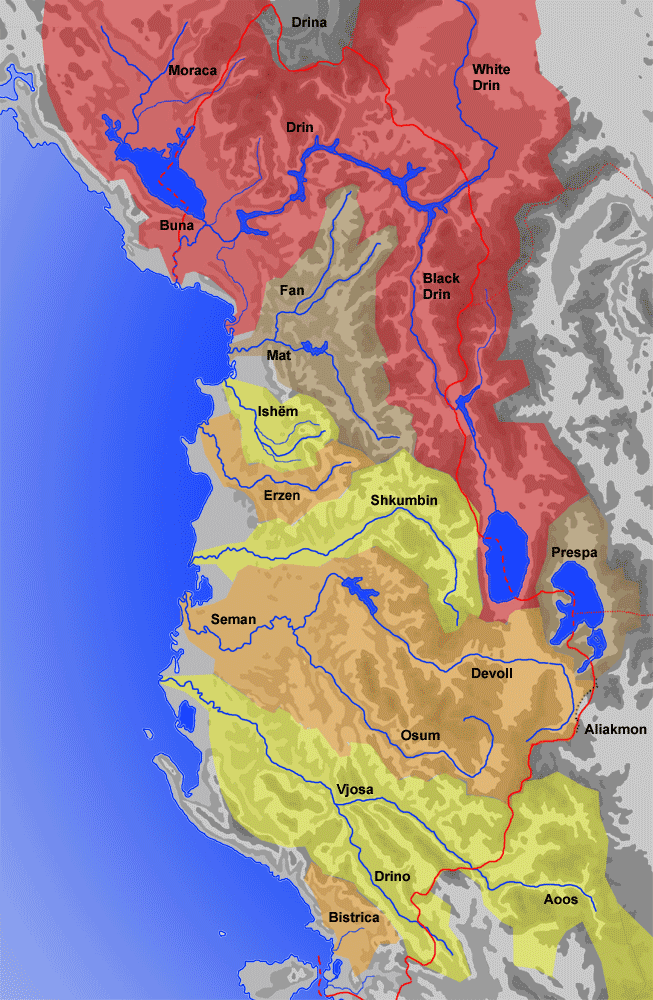
Il bacino idrografico del fiume Drin, rappresentato in rosso

La Metochìa (in serbo Метохија?, Metohija; in albanese Rrafshi i Dukagjinit) è regione costituita da un grande altipiano, di fatto la parte del bacino idrografico del fiume Drin ricompreso all'interno dei confini del Kosovo, di cui rappresenta grossomodo la metà occidentale.
Amministrativamente è costituita da tre dei sette distretti del Kosovo:
- Distretto di Pejë
- Distretto di Gjakova
- Distretto di Prizren

La regione ha una superficie totale di 3340 km². La popolazione al 2002 ammontava a 790272, circa il 40% di quella dell'intero Kosovo (1956194 abitanti).

## Etimologia
Il nome Metochia deriva dal greco metokhê, che significa "comunità (religiosa)" - in riferimento al gran numero di villaggi nella regione che avevano monasteri serbo-ortodossi o legati alle autorità di Monte Athos.
In albanese l'area è denominata Rrafshi i Dukagjinit che vuol dire Piana del Duca Gjin (Giovanni), battezzata così in onore del capo clan albanese dux Ginius, l'antenato del clan dei Dukagjini del Medioevo. Nel 1615 la Metochia contava dai 60 000 ai 70 000 albanesi cattolici soggetti alla diocesi di Albania.

## Geografia
La Metochia si estende per una larghezza di 23 km ed una lunghezza di 60, dall'altitudine media di circa 450 m. Suo fiume principale è il Drin Bianco. È delimitata dalle catene dei Mokra Gora a nord e nord-ovest, Prokletije a ovest, Paštrik a sud-ovest, i Monti Šar a sud e sud-est, e dalla Drenica, che segna il confine orientale e nord-orientale con il resto del Kosovo.
La diversa posizione geografica della Metochia rispetto al resto del Kosovo la distingue da quest'ultimo per diversi aspetti, non ultimi flora e fauna. La Metochia ha una flora ed una fauna tipicamente mediterranei, mentre il resto del Kosovo ha un ecosistema che non differisce molto da quello della Serbia.
La Metochia è costituita da terre fertili ed arabili, con moltissimi piccoli torrenti che garantiscono l'acqua per le irrigazioni; la combinazione col clima mediterraneo dà eccellenti risultati nelle coltivazioni dei cereali. Quest'area è molto conosciuta per la qualità dei suoi vigneti ed alberi da frutto.

## Città
Le principali città della regione sono (con popolazione del 2006):
- Prizren (165229)
- Đakovica (97156)
- Peć (95190)
- Istok
- Orahovac
- Dečani

## Storia
La storia della regione è stata spesso indipendente da quella del resto del Kosovo. L'unione politica con il resto del paese è avvenuta ufficialmente nel 1946 quando l'allora Jugoslavia creò la Provincia autonoma del Kosovo (Kosovo i Metohija). Da allora è sempre stata parte di quest'entità politica nelle sue evoluzioni connesse alla storia della Jugoslavia e della sua disgregazione. Come parte dell'attuale Kosovo, è parte della neonata repubblica secessionista del Kosovo, che ha dichiarato unilateralmente la propria indipendenza il 17 febbraio 2008.